# Holneiker Mendes Marreiros
Holneiker Mendes Marreiros (født 25. april 1995) er en brasiliansk fodboldspiller, som spiller for den japanske fodboldklub Tochigi SC.